# Solfjädersorden
Solfjädersorden, egentligen L’Ordre de l’Harmonie (franska för ’Endräktens orden’), var en svensk hovorden som instiftades av prinsessan Lovisa Ulrika år 1744. Den utdelades sista gången i samband med prins Gustavs födelse 1746. Orden utdelades till sammanlagt 22 personer, fjorton kvinnor och åtta män vid hovet.
Upprinnelsen till Solfjädersorden var en händelse i samband med bröllopet mellan den svenske tronföljaren Adolf Fredrik och den preussiska prinsessan Lovisa Ulrika. Vigseln ägde rum den 29 augusti 1744 på Drottningholms slott. Då hovet dagen före bröllopet färdades ut till slottet i båtar, råkade Lovisa Ulrika bryta sönder sin solfjäder. Prins Adolf Fredrik samlade ihop bitarna och delade ut dem till de närvarande till minne av händelsen. Detta gav Lovisa Ulrika anledning att skapa orden.
Hennes instiftande av Solfjädersorden uppfattades även internationellt som ett tecken på hennes politiska planer mot envälde, då dess budskap var att premiera enighet före splittring. Bland dess mottagare fanns Lovisa Ulrikas hovdamer, Carl Gustaf Tessin och Ulla Tessin, monarken Fredrik I av Sverige och tronföljaren Adolf Fredrik, Preussens ambassadör och Lovisa Ulrikas bror August Vilhelm av Preussen.
Ordenstecknet utgjordes av en blåemaljerad rundel på vilken syns en båt och däröver en femuddig strålande stjärna. Från rundeln utgår sex ihopfällda röda solfjädrar sammanflätade med ett vitemaljerat band på vilket står ”LA LIAISON FAIT MA VALEUR” på ena sidan och ”LA DIVISION MA PERD” på andra sidan. Över detta var monterat prinsessans krönta monogram. Ordenstecknet bars i en citrongul rosett på vänstra sidan av bröstet.

## Mottagare
- Edvard Didrik Taube (1745)[3]
- Herman Cedercreutz (1745)[4]